# Apohem
Apohem AB är ett företag och ett svenskt nätapotek och e-handel med tillstånd av Läkemedelsverket.
Apohem AB ägs av Axfood och Novax, båda är bolag inom Axel Johnson-Gruppen.

## Historia
Apohem grundades 2017 och sedan 2019 är Apohem ett fullskaligt öppenvårdsapotek med både receptfria och receptbelagda läkemedel.
Apohem är idag ett apotek med tillstånd av Läkemedelsverket och bedriver även personlig rådgivning från legitimerade farmaceuter och auktoriserade hudterapeuter. Apohem var även det första nätapoteket att bedriva farmaceutisk videorådgivning.
Bolagets VD är Gustav Hasselgren och Apohem har sitt huvudkontor och lager i Stockholm.